# Regista
Regista是日本的電子遊戲開發公司，於2004年開業。公司名在意大利語中意思為「電影導演」、「司令塔」、「演出家」、「GAME MAKER」等。
主要開發個人電腦用成人遊戲及由漫画・動畫改編的PS2用遊戲軟件。2006年和2007年推出原創作品《I/O》及《Myself ; Yourself》。

## 作品列表
開發
1. 帝国千戦記（2004年11月25日、郎猫儿原作）
2. Like Life an hour（2005年4月28日、HOOK原作）
3. こんねこ 〜Keep a memory green〜（2005年10月27日、ま～まれぇど原作）
4. I/O（2006年1月26日、原創）
5. 魂響 〜御霊送りの詩〜（2006年6月29日、AKABEiSOFT2原作）
6. 世界ノ全テ -two of us-（2006年9月28日、たまソフト原作）
7. ARIA The NATURAL 〜遠い記憶のミラージュ〜（2006年9月28日、天野梢原作）
8. I"s Pure（2006年11月9日、桂正和原作）
9. セイント・ビースト 〜螺旋の章〜（2007年9月20日、Wonderfarm原作）
10. Myself ; Yourself（2007年12月20日、原創）
11. H2O Plus（2008年4月24日、枕原作）
12. School Days L×H（2008年1月17日、0verflow原作）
13. IZUMO2 -学園狂想曲- ダブルタクト（2007年12月20日、Studio e.go!原作）
14. 恋姫†夢想 〜ドキッ☆乙女だらけの三国志演義〜（2008年11月20日、BaseSon原作）
15. シークレットゲーム -KILLER QUEEN-（2008年8月21日、同人サークルFLAT『キラークイーン』原作）
16. 車輪之國，向日葵的少女（發售日・ハード未定、AKABEiSOFT2原作）